# Mr. Popo
Mr. Popo is een fictief figuur uit de Dragon Ball-series.
Mr Popo kan niet liegen en zijn ziel is zuiver. Hij is de hulp van Kami, die de beschermer van de Aarde is, en later die van Dende. Mr. Popo helpt weleens met het zoeken van de Dragon Balls. Ook kan hij redelijk goed vechten. Son Goku moest Mr. Popo zien te verslaan voor hij Kame mocht spreken wat een vrij lastige taak bleek te zijn. Gelukkig voor Goku mocht hij Kame al eerder te zien krijgen.
De rol van Mr. Popo is nog kleiner in DragonBall Z. Hij verschijnt ook in DragonBall GT waar te zien is dat hij net als Dende is bezeten door Bebi.